# Moulin à vent de la Tranchée
Le moulin à vent de la Tranchée est un moulin situé à Montsoreau, en France.

## Localisation
Le moulin est situé dans le département français de Maine-et-Loire, sur la commune de Montsoreau.

## Historique
L'édifice est inscrit au titre des monuments historiques en 1978.